# Desa Getas (administrativ by i Indonesien, Jawa Tengah, lat -7,18, long 111,57)
Desa Getas är en administrativ by i Indonesien.   Den ligger i provinsen Jawa Tengah, i den västra delen av landet, 500 km öster om huvudstaden Jakarta.